# Queens of Noise
Queens Of Noise é o segundo álbum de estúdio da banda norte-americana The Runaways. Lançado em 7 de janeiro de 1977, pela Mercury Records, é fundamentalmente um álbum de hard rock, embora também exiba influências de punk rock, heavy metal, glam rock e blues rock. Embora as faixas apresentem características de diferentes tempos, a maioria consiste em faixas de guitarras "pesadas", todavia, também apresenta duas músicas visivelmente mais suaves, as quais, algumas vezes, foram descritas como baladas. Embora estilisticamente semelhante ao álbum de estreia auto-intitulado da banda, The Runaways, Queens Of Noise apresenta maior ênfase no volume e sofisticação musical. O álbum recebeu críticas positivas e manteve-se globalmente como o disco mais vendido da banda nos Estados Unidos.

## Antecedentes
Depois de seu álbum de estreia auto-intitulado, que conseguiu um sucesso moderado no verão de 1976, The Runaways manteve a mesma formação com cinco garotas para o segundo álbum: Cherie Currie (vocais), Joan Jett (guitarra rítmica e vocais), Lita Ford (guitarra), Jackie Fox (baixo) e Sandy West (bateria). De acordo com Fox, a banda estava contratualmente obrigada a produzir dois álbuns de estúdio a cada ano para sua gravadora (Mercury Records), que levou o eventual lançamento de Queens Of Noise apenas sete meses depois que The Runaways foi colocado à venda. Antes da gravação do Queens Of Noise começar, a relação entre The Runaways e seu empresário, Kim Fowley, tornava-se cada vez mais fraca, o que levou-as a chegar à decisão mútua de trazer um produtor diferente do habitual para o álbum. O produtor selecionado foi Earle Mankey, famoso por seu trabalho com The Beach Boys, embora Fowley continuasse envolvido na produção, mas de uma forma reduzida.

## Composição
Queens Of Noise apresenta dez músicas, que são divididas igualmente entre os dois lados dos discos de vinil originais. Nove das dez canções foram escritas ou co-escritas pelas integrantes da banda, ou seja, o álbum não inclui quaisquer covers. A faixa-título "Queens Of Noise", foi escrita especificamente para a banda. Jett descreveu o álbum como "orgulho" como um todo e declarou que "é o mais audível" da banda, enquanto Fox sentiu que "não é um álbum muito bom" em geral.

## Gravação
Queens Of Noise foi gravado no Brothers Studio, em Santa Mônica (Califórnia). De acordo com Fox, The Runaways participou muito da produção, o que resultou em uma maior ênfase do volume, bem como em mais sofisticação musical do que a abordagem "mais simples" que Fowley preferia. Com a exceção singular de "Midnight Music", todas as músicas do álbum foram gravadas da mesma forma: bateria, baixo e guitarra base (exceto para os riffs), foram todas gravadas "ao vivo", ao mesmo tempo, com West, Fox e Jett, respectivamente,  tudo em vista uma da outra durante gravações. Elas gravaram cada uma em quartos separados para evitar que seus instrumentos se "chocassem" juntos durante as gravações. Riffs, solos de guitarra, e vocais foram registrados mais tarde, em última análise, misturados com os tambores, baixo e guitarra para alcançar os resultados almejados. De acordo com Fox, West não usava um metrônomo durante a gravação. Além das dez canções que foram lançadas em Queens Of Noise, The Runaways, durante duas sessões, finalmente fizeram os cortes finais para o álbum: "C'Mon" e "Hollywood Dream". As duas canções foram finalmente lançadas nos anos 1980, no álbum Flaming Schoolgirls, que incluiu materiais inéditos da banda. Isso só foi tornado público depois do rompimento da banda, em 1979. De acordo com Fox, a gravação e inclusão de "Hollywood Dream" neste álbum provocou uma "verdadeira rebelião", porque só a vocalista, Cherie Currie, queria vê-la incluída. Ford e Fox eram não gostavam da canção e recusaram-se a gravar seus instrumentos respectivos na faixa. Apenas o apoio de Jett e West ajudou a garantir que ela não fosse retirada do álbum durante a finalização.

## Lançamento e troca de capas
Queens Of Noise foi lançado em 7 janeiro de 1977 em três formatos diferentes: discos de vinil, cassete e cartucho. A capa traz todas as cinco integrantes, vestidas com camisas pretas e calças, todas elas "seguradas a longos eixos metálicos". Elas são parcialmente obscurecidas pela fumaça na fotografia usada na capa do álbum, que, de acordo com Fox, foi tirada "no último momento antes que todas nós começássemos a sumir nela". A capa traseira apresenta uma fotografia semelhante, que se coloca de forma diferente e não inclui qualquer fumaça, que, segundo Fox, foi originalmente destinada a estampar a frente do álbum, enquanto a imagem da capa, foi inicialmente planejada para ser colocada na parte de trás. Depois, Fox sugeriu que a imagem cheia de fumaça iria chamar mais a atenção na frente do álbum, assim como destacar a preocupação prática, por não ficar bem para se ter a lista de músicas e outras notas impressas sobre ele. A gravadora Mercury Records concordou em trocar a foto de capa.

## Recepção crítica
Em uma revisão contemporânea, Barry Myers, da revista Sounds, disse que Queens Of Noise apresenta um "estúdio de som melhorado" e o recomenda a seus leitores. Em um comentário negativo para o The Village Voice, Robert Christgau deu ao álbum a nota "C-" e o criticou pelo seu canto fora de sintonia. Em uma revisão positiva para o AllMusic, Alex Henderson deu quatro de cinco estrelas e se referiu a ele como o segundo trabalho excelente da banda, um Hard Rock que não faz rodeios, tanto musicalmente quanto liricamente. "Em seu livro The Rough Guide to Rock, Peter Buckley elogiou Queens Of Noise como "um pináculo do pop metal".

## Faixas
| Lado A |                                   |                                          |                   |         |  |
| N.º    | Título                            | Compositor(es)                           | Vocais principais | Duração |  |
| 1.     | "Queens Of Noise"                 | Billy Bizeau                             | Joan Jett         | 3:26    |  |
| 2.     | "Take It Or Leave It"             | Jett                                     | Jett              | 3:23    |  |
| 3.     | "Midnight Music"                  | Cherie Currie, Kim Fowley, Steven Tetsch | Currie            | 2:47    |  |
| 4.     | "Born To Be Bad"                  | Fowley, Michael Steele, Sandy West       | Jett              | 4:28    |  |
| 5.     | "Neon Angels On The Road to Ruin" | Lita Ford, Fowley, Jackie Fox            | Currie            | 3:23    |  |

| Lado B |                            |                                         |                   |         |  |
| N.º    | Título                     | Compositor(es)                          | Vocais principais | Duração |  |
| 6.     | "I Love Playin' With Fire" | Jett                                    | Jett              | 3:18    |  |
| 7.     | "California Paradise"      | Fowley, Jett, Kari Krome, West          | Currie            | 2:52    |  |
| 8.     | "Hollywood"                | Fowley, Fox, Jett                       | Jett              | 2:56    |  |
| 9.     | "Heart Beat"               | Currie, Ford, Fowley, Fox, Earle Mankey | Currie            | 2:49    |  |
| 10.    | "Johnny Guitar"            | Fowley, Ford                            | Currie            | 7:15    |  |

## Desempenho nas tabelas musicais
| Chart (1977)         | Posição |
| -------------------- | ------- |
| US Billboard 200     | 172     |
| Swedish Albums Chart | 28      |

| Título       | Chart (1977)         | Posição |
| ------------ | -------------------- | ------- |
| "Heart Beat" | US Billboard Hot 100 | 110     |

## Relançamento histórico e legado
Entre 1997 e 2011, Queens Of Noise foi relançado em CD seis vezes separados..
Enquanto os críticos reconheciam que The Runaways possuía "enorme potencial" de ir além e estavam ansiosamente aguardando seu terceiro álbum de estúdio, Queens Of Noise foi o último álbum de estúdio das integrantes Currie e Fox. Queens Of Noise provou ser o melhor desempenho entre qualquer um dos álbuns da banda nas paradas, alcançando o número 172 na Billboard 200 nos Estados Unidos. O eventual terceiro álbum, Waitin' For The Night, não conseguiu gráfico.
Várias músicas do álbum foram apresentadas no filme de 2010 sobre a banda. Além da inclusão da versão do álbum de "Hollywood", que também contou com covers de "California Paradise", "Queens Of Noise", e "I Love Playin' With Fire", gravado por Dakota Fanning e Kristen Stewart, que retratam Currie e Jett, respectivamente.

## Créditos
| The Runaways - Cherie Currie → vocal, vocal de apoio, percussão e caixa (na faixa "Midnight Music") - Joan Jett → vocal, guitarra rítmica e guitarra solo (na faixa "California Paradise") - Lita Ford → guitarra solo e vocal de apoio - Jackie Fox → baixo e vocal de apoio - Sandy West → bateria, percussão e vocal de apoio | Produção - Kim Fowley → produção - Earle Mankey → produção, engenharia e mixagem |